# آب در مریخ

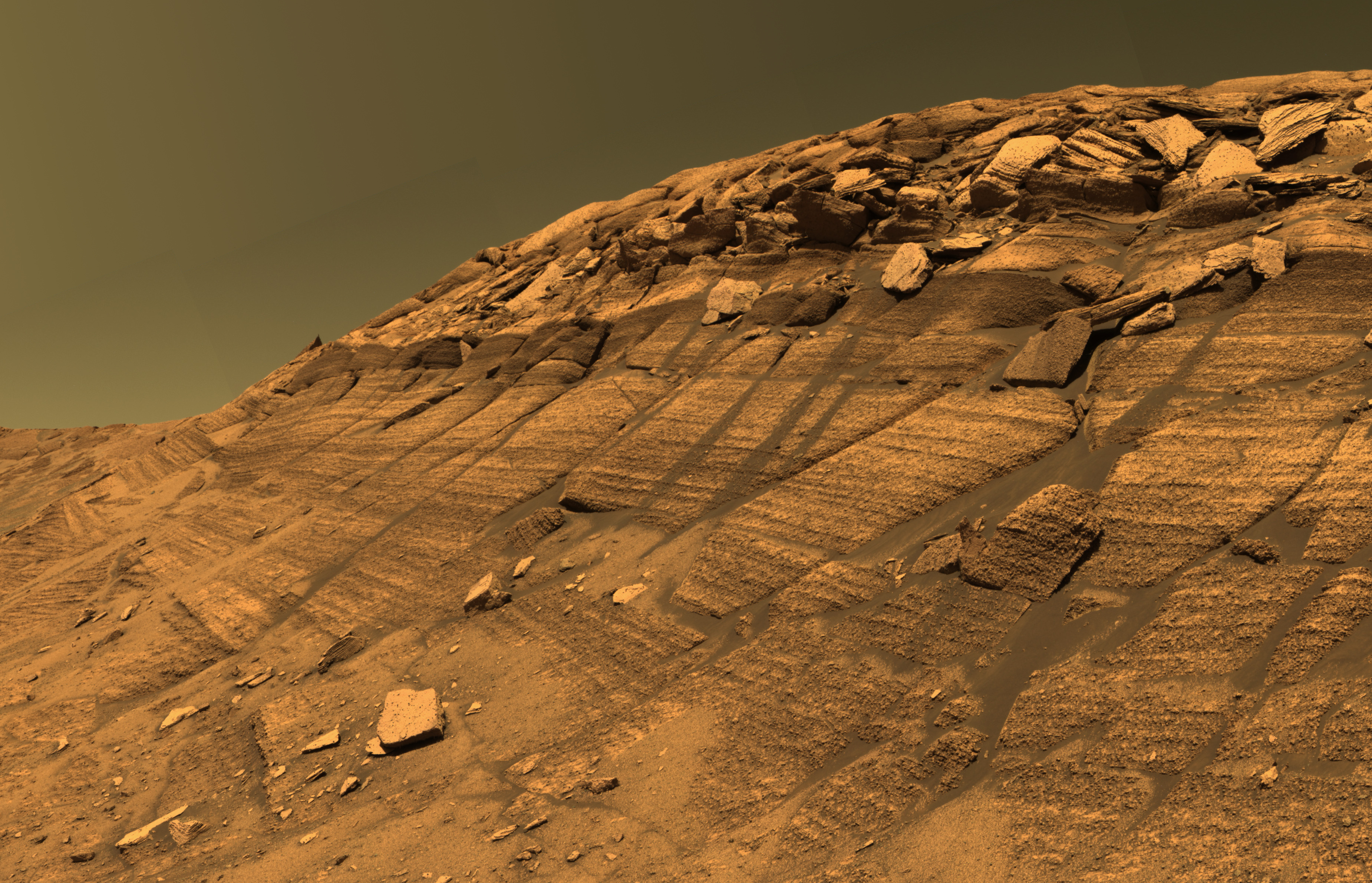
این نمونه از چینه‌شناسی در کلیف برنز در دهانهٔ برخوردی اندورنس مریخ را جریان‌های آرام و مکرر آب‌های زیرزمینی بوجود آورده‌اند.

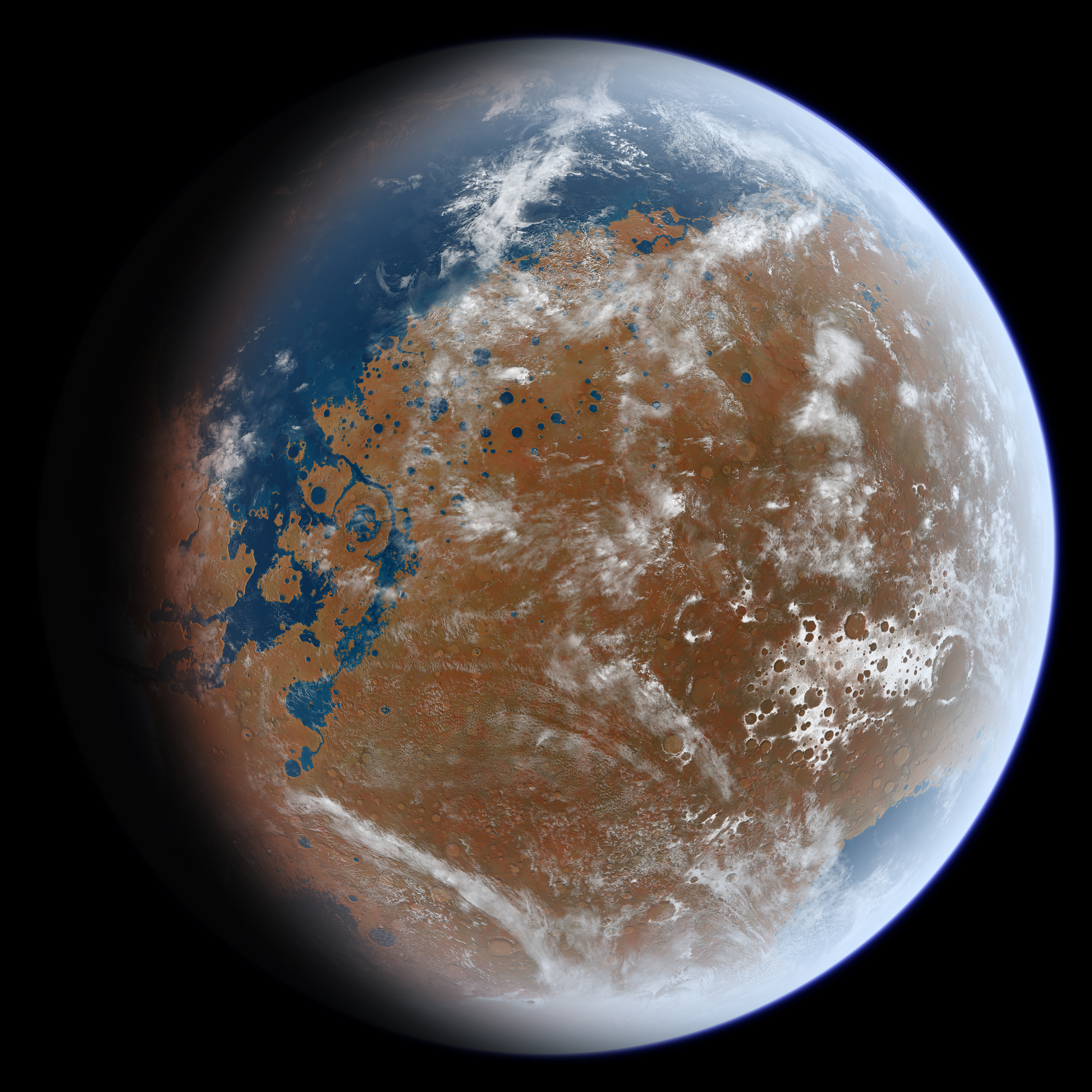
نگارهٔ هنری: بر پایهٔ داده‌های زمین‌شناسی بهرام یا مریخ کهن ممکن است که روزی این گونه بوده باشد.

بررسی‌ها نشان داده‌اند که آب در مریخ وجود دارد؛ هرچند در اندازه‌های کوچک به صورت بخار در جو و امروز تقریباً به‌طور انحصاری به صورت یخ و همچنین آب شور در عمق کم از سطح مریخ (بهرام). تنها جایی که یخ‌آب در این سیاره مشاهده‌شدنی است، در یخ‌های کلاهک قطبی قطب شمال است. آب یخ زده فراوان‌تری نیز در حال حاضر در زیر یخ‌های دی‌اکسید کربن دائمی کلاهک قطب جنوب و در زیر سطحی کم‌عمق در عرض‌های جغرافیایی معتدل‌تر سیاره وجود دارد. تاکنون (۲۰۰۶) به وجود بیش از ۲۱ میلیون کیلومتر مکعب یخ در سطح یا نزدیکی سطح مریخ پی برده شده‌است، این مقداری است که می‌تواند همهٔ سطح بهرام را تا بلندی ۳۵ متر بپوشاند. گمانه‌زنی‌ها نشان می‌دهند که به احتمال زیاد یخ‌آب فراوان‌تری می‌تواند در ژرفای بیشتر زیرسطحی به صورت دربسته و محبوس گرفتار آمده باشد.
امروز، مقداری آب مایع ممکن است به صورت گذرا بر سطح مریخ رخ دهد اما تنها تحت شرایط خاصی است که این امکان‌پذیری می‌تواند به وجود آید. امروز حجم بزرگی از آب مایع نمی‌تواند در سطح این سیاره وجود داشته باشد چرا که فشار اتمسفر در میانگین سطح ۶۰۰ پاسکال (۰٫۰۸۷ PSI) درحدود۰٫۶ درصد از سطح دریا در زمین است و از آن‌جا که میانگین دمای جهانی کرهٔ مریخ خیلی پایین است (۲۱۰ K (-63 °C))، که منجر به هم تبخیر سریع تصعید یا انجماد می‌شود. حدود ۳٫۸ میلیارد (۳٬۸۰۰ میلیون) سال پیش، مریخ احتمالاً فضای متراکم تر و دمای سطح بالاتری داشته‌است تا اجازه دهد مقدار زیادی از آب مایع بر روی سطح آن؛ که شامل یک اقیانوس بزرگ بوده و ممکن است یک سوم از این سیاره را پوشانده باشد.

## جریان آب در سطح کره مریخ
سطح مریخ نمی‌تواند میزبان حیات — آن طور که ما می‌شناسیم — باشد.

## کشف جریان آب زیر سطح کره مریخ

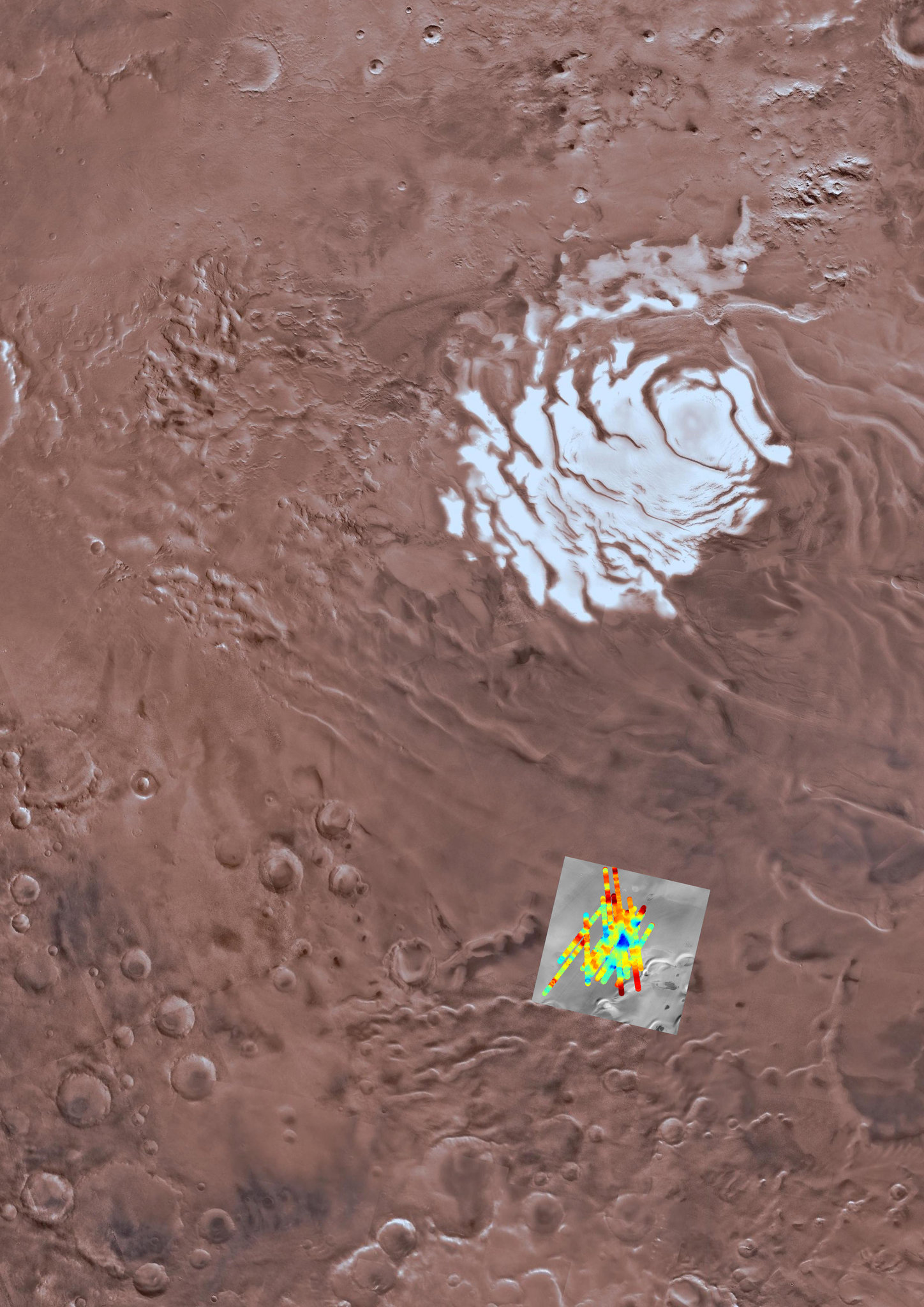
نگارهُ منتشرشده از دریاچه کشف‌شده زیر یخ‌های قطب جنوب مریخ که توسط مدارپیمای مارس اکسپرس ثبت شده‌است.

در ژوئیه ۲۰۱۸ میلادی، دانشمندان ناسا خبر از وجود حجم بزرگی از آب مایع در لایه زیرین یخ‌های قطب جنوب سیارهٔ مریخ دادند. بنابر شواهد راداری، دریاچهٔ کشف شده حدود ۲۰ کیلومتر پهنا و حداقل ۱ متر عمق دارد.

## نگارخانه

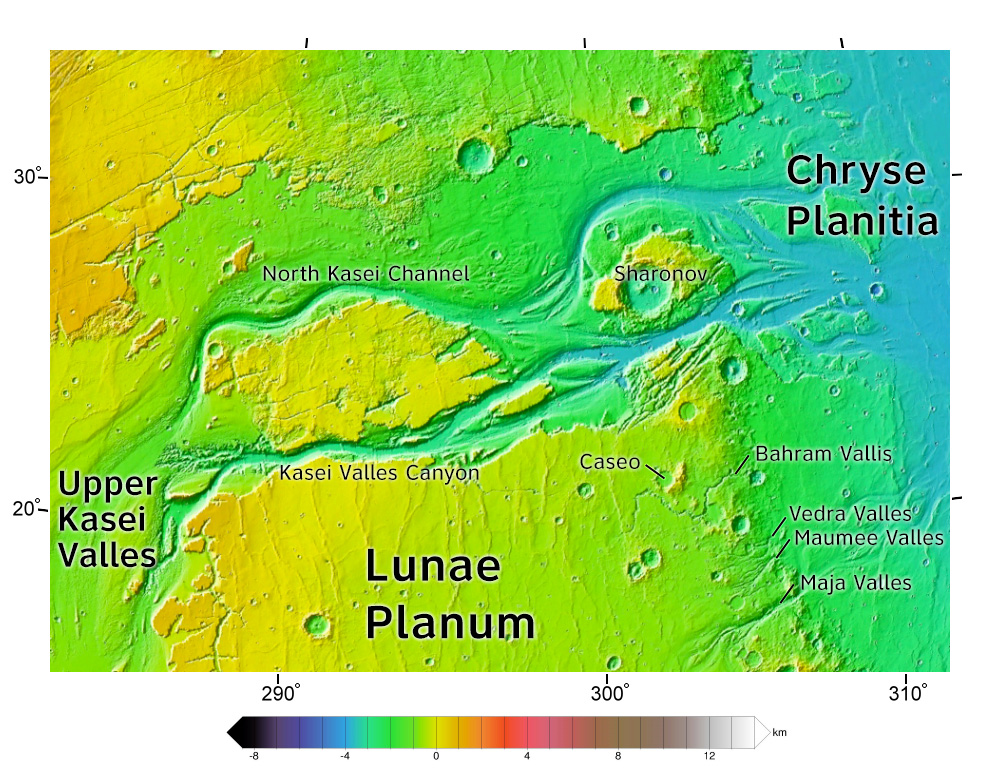
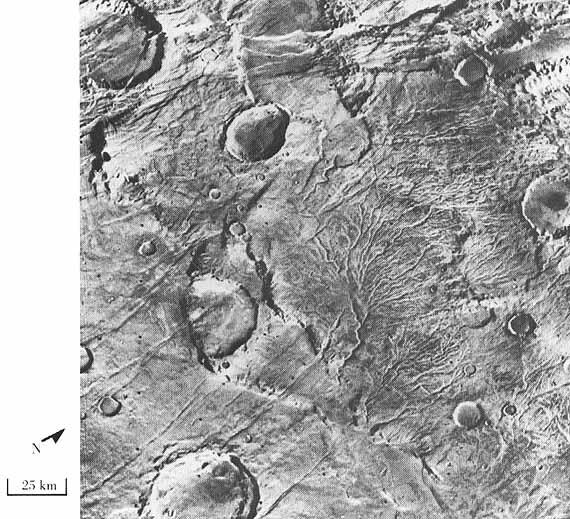
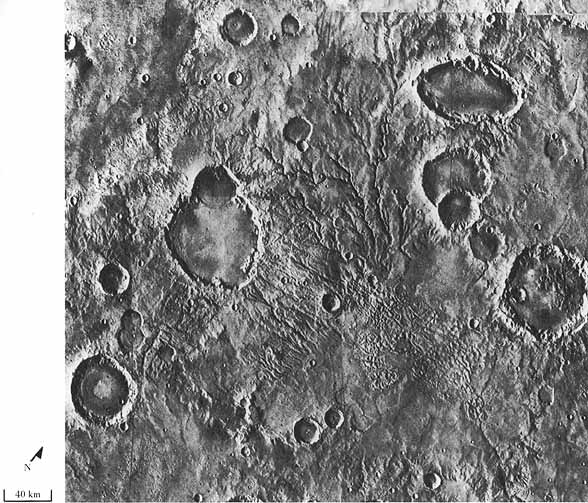
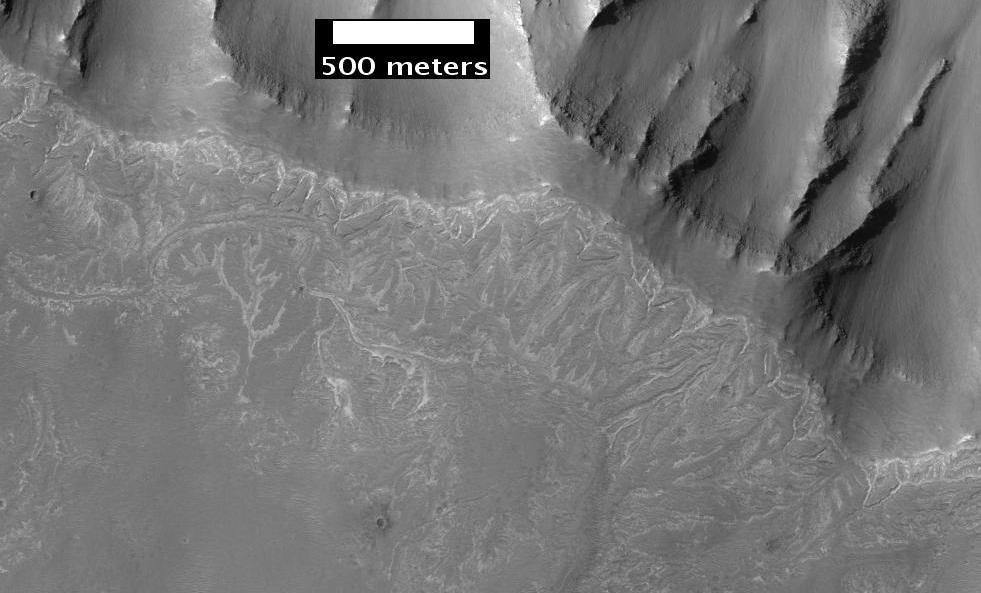
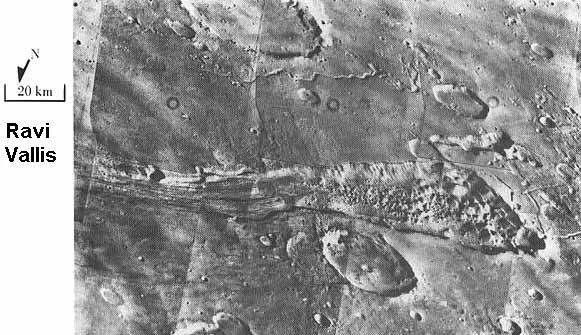
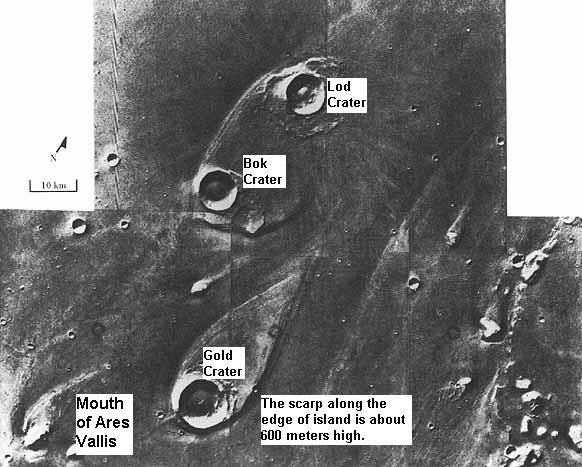
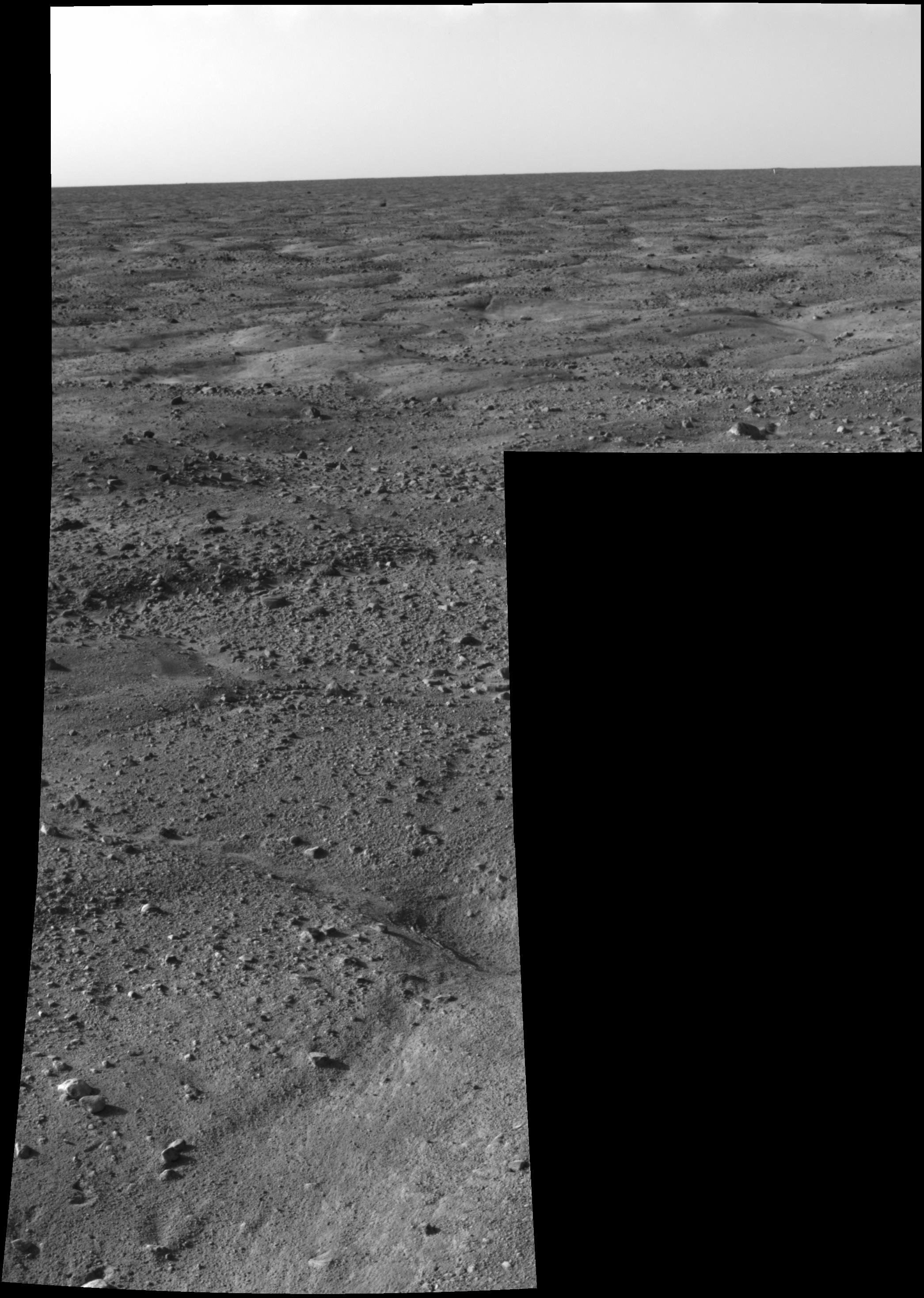
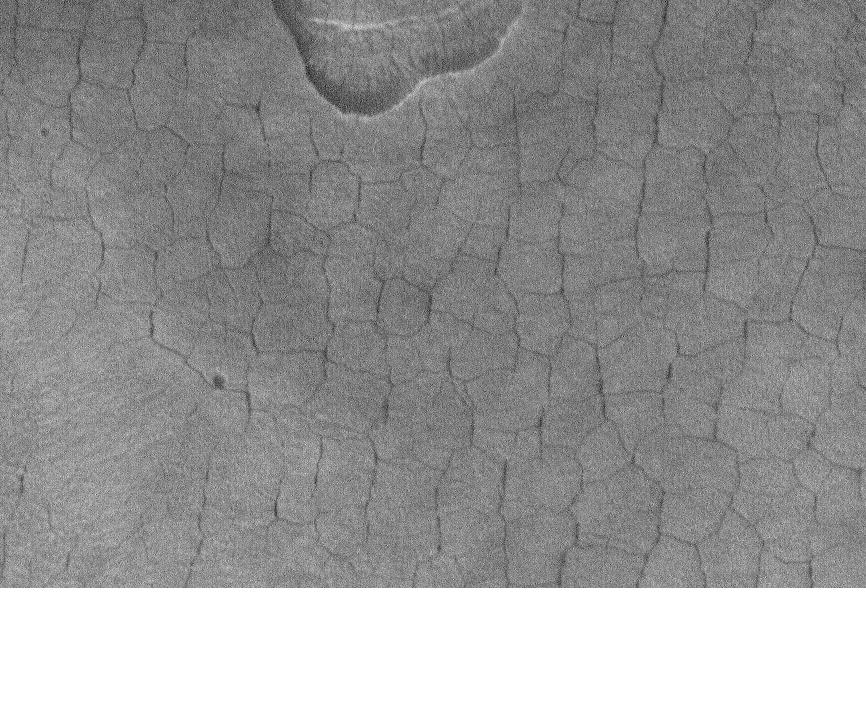
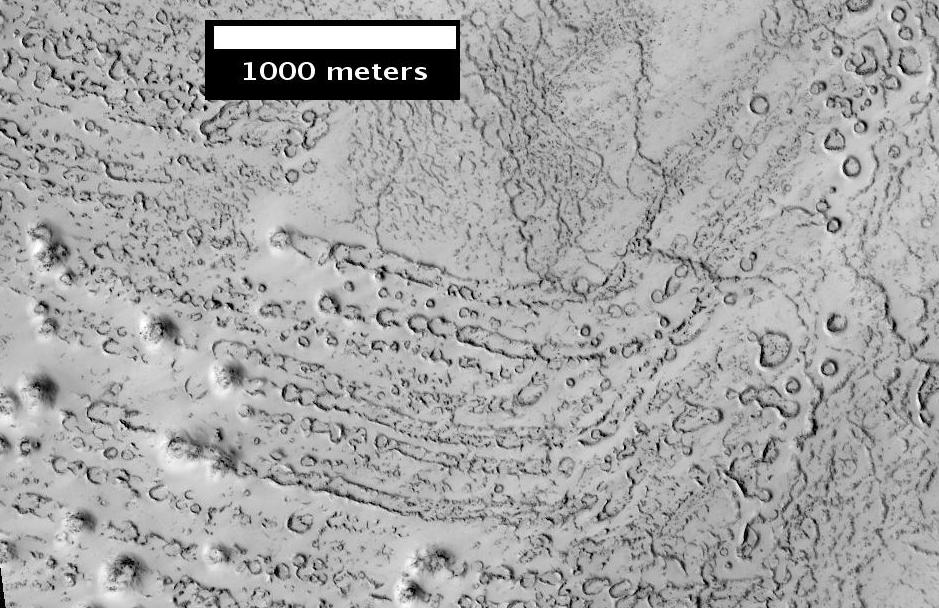